# Yolande Berbers
Yolande Berbers est une chercheuse en informatique belge. Depuis 2014, elle est membre de l'Académie Royale Flamande de Belgique pour les Sciences et les Arts.

## Biographie
Elle est professeure d'informatique à la KU Leuven et fait partie du groupe de recherche DistriNet. Elle est un temps vice-doyenne pour l'éducation de la Faculté d'ingénierie de cette même université, et présidente du Centre de Louvain pour les technologies de l'information et de la communication (LICT).
Elle est membre de l'Académie Royale Flamande de Belgique pour les Sciences et les Arts en 2014. En 2019, elle est élue présidente de la Société Européenne pour la Formation des Ingénieurs (SEFI),. Elle est également experte internationale auprès de la Commission des Titres d'Ingénieur (CTI).
Le 1er mars 2007 Yolande Berbers est nommée au conseil scientifique de l'Institut national de recherche en informatique et en automatique (France) à la suite de la proposition du ministre chargé de l'enseignement supérieur.
En 2023 elle est récipiente du prix SEFI Fellow pour son engagement dans l'enseignement des sciences.

## Recherches
Ses domaines de recherche incluent le génie logiciel, le middleware (ou intergiciel), le calcul distribué, l'informatique ubiquitaire, l'architecture dirigée par les modèles (MDA) et la perception du contexte (en).

## Publications scientifiques majeures
- Davy Preuveneers et Yolande Berbers, « Encoding Semantic Awareness in Resource-Constrained Devices », IEEE Intelligent Systems, vol. 23, no 2,‎ mars 2008, p. 26–33 (ISSN 1941-1294, DOI 10.1109/MIS.2008.25, lire en ligne, consulté le 14 mai 2022)
- (en) Yves Vanrompay et Yolande Berbers, « Efficient Context Prediction for Decision Making in Pervasive Health Care Environments: A Case Study », dans Supporting Real Time Decision-Making: The Role of Context in Decision Support on the Move, Springer US, 2011 (ISBN 978-1-4419-7406-8, DOI 10.1007/978-1-4419-7406-8_15, lire en ligne), p. 303–317
- Y. Vandewoude, P. Ebraert, Y. Berbers et T. D'Hondt, « Tranquility: A Low Disruptive Alternative to Quiescence for Ensuring Safe Dynamic Updates », IEEE Transactions on Software Engineering, vol. 33, no 12,‎ décembre 2007, p. 856–868 (ISSN 0098-5589, DOI 10.1109/tse.2007.70733, lire en ligne, consulté le 14 mai 2022)
- Davy Preuveneers et Yolande Berbers, « μC-SemPS: Energy-Efficient Semantic Publish/Subscribe for Battery-Powered Systems », dans Lecture Notes of the Institute for Computer Sciences, Social Informatics and Telecommunications Engineering, Springer Berlin Heidelberg,‎ 2012 (ISBN 978-3-642-29153-1, lire en ligne), p. 39–50